# جيري إدوين سميث
جيري إدوين سميث (بالإنجليزية: Jerry Edwin Smith)‏ هو قاضي أمريكي، ولد في 7 نوفمبر 1946 في ديل ريو في الولايات المتحدة.